# Benjamin Morrell

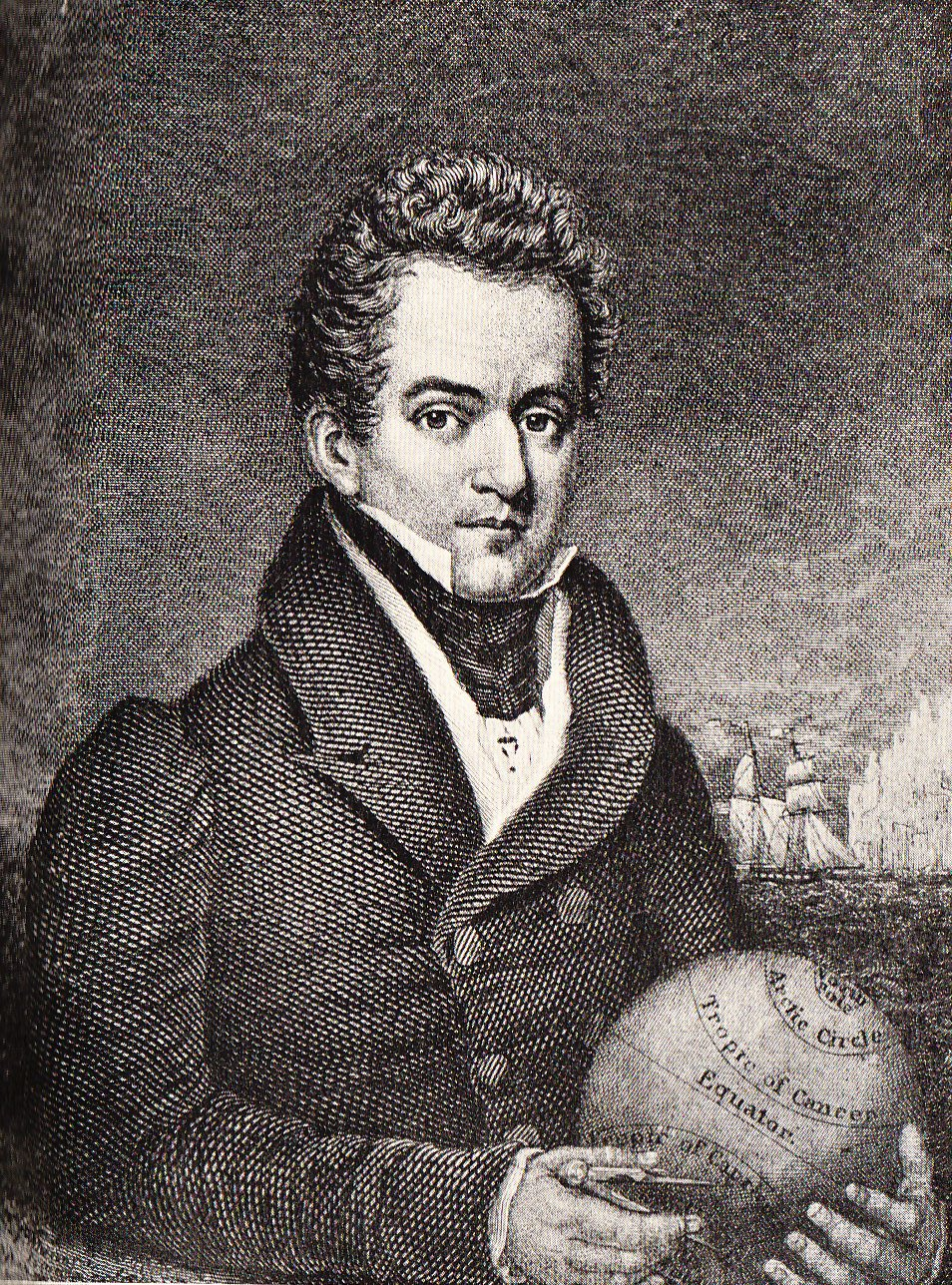
Benjamin Morrell.

Benjamin Morrell (Nova Iorque, 5 de Julho de 1795 – Moçambique, 1839) foi um explorador e capitão de caça às focas norte-americano que, entre 1823 e 1831 realizou uma série de viagens ao Oceano Antártico e às ilhas do Oceano Pacífico, que foram registadas em A Narrative of Four Voyages. A reputação de Morrell entre os seus pares era de fantasia e de mentira, e as suas alegações no seu relato ghost-writer, em particular aqueles relacionados com as suas experiências na Antárctida, têm sido alvo de discussão entre geógrafos e historiadores.
O início de carreira de Morrell foi rico em acontecimentos quando, com 16 anos, partiu para o mar e foi capturado por duas vezes pelos britânicos durante a  Guerra anglo-americana de 1812. Durante muitos anos navegou como simples marinheiro antes de ser nomeado para imediato e, mais tarde, capitão, do navio de caça de focas de Nova Iorque Wasp. Em 1823, levou o Wasp para uma longa viagem até às águas a norte da Antárctida, e foi a partir desta primeira viagem, de uma série de quatro, que foi criada a controvérsia sobre a sua reputação. Muitas das suas reclamações — o primeiro desembarque na ilha Bouvet, uma entrada no mar de Weddell até à latitude 70°S, e a descoberta da zona costeira de Nova Gronelândia do Sul — nunca foram provadas. As suas três viagens seguintes, em navios diferentes, foram menos controversas, apesar das suas descrições de vários acontecimentos tenham sido consideradas fantasiosas ou absurdas. A falta de credibilidade dos seus relatos é agravada pelo seu hábito de trazer as experiências de outros para o seu próprio trabalho.
Embora tenha representado um "obstáculo aos geógrafos", Morrell tem sido defendido por escritores e alguns historiadores que, embora critiquem o seu estilo, têm encontrado algumas explicações para as suas dúvidas e aceitaram a sua honestidade essencial. Os seus contemporâneos foram menos generosos para Morrell; a sua reputação para a falta de veracidade das suas narrativas impediu-o de continuar a suas carreira depois da publicação do seu livro, e dificultou-lhe a procura de trabalho. Pensa-se que tenha morrido em 1839, depois de contrair febre em Moçambique, enquanto voltava para o Pacífico.

### Livros e jornais
- Baker, Samuel White (2008). «Eight Years' Wandering in Ceylon». Project Gutenberg. Consultado em 26 de Fevereiro de 2009
- general eds.: John A. Garraty .... (1999).  Garraty, John A. and Mark C. Carnes, ed. American National Biography. 15. New York: Oxford University Press. ISBN 0-19-512794-3
- Gould, Rupert T. (1929). Enigmas. London: Philip Allan & Co. ISBN 0-517-31081-3
- Keynes, R.D. (ed.) (1979). The Beagle Record. [S.l.]: Cambridge: Cambridge University Press. ISBN 978-0-521-21822-1. Consultado em 1 de Março de 2009
- Kricher, John C. (2006). Galapagos: A natural history. [S.l.]: Princeton: Princeton University Press. ISBN 978-0-691-12633-3. Consultado em 12 de Fevereiro de 2009
- McGonigal, David (2003). Antarctica. [S.l.]: London: Frances Lincoln. ISBN 978-0-7112-2980-8. Consultado em 10 de Fevereiro de 2009
- Malone, Dumas, ed. (1934). Dictionary of American Biography. VI. New York: Charles Scribner's Sons
- Mill, Hugh Robert (1905). The Siege of the South Pole. London: Alston Rivers
- Mills, William James (2003). Exploring Polar Frontiers. [S.l.]: ABC-CLIO, Santa Barbara. ISBN 1-57607-422-6. Consultado em 17 de Dezembro de 2008
- Morrell, Benjamin (1832). A Narrative of Four Voyages...etc. [S.l.]: New York: J & J Harper. Consultado em 17 de Dezembro de 2008
- Novatti, Ricardo (1963). «Pelagic Distribution of Birds in the Weddell Sea» (PDF). German Society of Polar Research. Polarforsch (33): 207–13. Consultado em 28 de Fevereiro de 2009
- Ridgely, J.V. (junho de 1970). «The Continuing Puzzle of Arthur Gordon Pym: Some Notes and Queries». Washington State University Press. Poe Newsletter. III (1): 5–6. Consultado em 27 de Fevereiro de 2009
- Rodriguez, Jaime E (1998). The Independence of Spanish America. [S.l.]: Cambridge: Cambridge University Press. ISBN 978-0-521-62673-6. Consultado em 13 de Fevereiro de 2009
- Shackleton, Ernest (1983). South. London: Century Publishing. ISBN 0-7126-0111-2
- Simpson-Housley, Paul (1992). Antarctica:Exploration, Perception and Metaphor. [S.l.]: New York: Routledge. ISBN 978-0-415-08225-9. Consultado em 17 de Dezembro de 2008

### Online
- «A recently revealed tino aitu figure from Nukuoro Island» (PDF). Fine Arts Museum of San Francisco. Consultado em 20 de Fevereiro de 2009
- «Exploration Through the Ages: James Weddell». The Mariners' Museum. Consultado em 11 de Fevereiro de 2009
- «Foreign Ships in Micronesia: Pohnpei». Micronesian Seminar. Consultado em 20 de Fevereiro de 2009
- «Foreign Ships in Micronesia: Chuuk». Micronesian Seminar. Consultado em 20 de Fevereiro de 2009
- «Ichaboe Island, Namibia». Animal Demography Unit, Namibia. Consultado em 22 de Fevereiro de 2009
- Introduction to Penguin Classics edition of The Narrative of Arthur Gordon Pym of Nantucket by E.A.Poe. [S.l.]: Penguin Books. 1999. ISBN 978-0-14-043748-5. Consultado em 27 de Fevereiro de 2009
- «Jean-Baptiste Charles Bouver de Lozier, 1704–86». SouthPole.com. Consultado em 9 de Fevereiro de 2009
- «Slavery in Cape Verde». United Nations Educational, Scientific and Cultural Organization. Consultado em 16 de Fevereiro de 2009
- «South Georgia and the South Sandwich Islands». Geonames. 2008. Consultado em 19 de Dezembro de 2008
- «Turtles of the World». University of Amsterdam. Consultado em 13 de Fevereiro de 2009
- «Two extraordinary travellers: Alexander Selkirk – the real Robinson Crusoe?». British Broadcasting Corporation. Consultado em 12 de Fevereiro de 2009
- «Two Hundred Years Before the Mast – Personal Narratives». University of Delaware. Consultado em 12 de Fevereiro de 2009
- «Weather, wind and activity on Bouvetøya». Norwegian Polar Institute. Consultado em 12 de Fevereiro de 2009
- «Wilhelm Filchner 1877–1957». South-pole.com. Consultado em 18 de Dezembro de 2008